# Lista de prefeitos de Maringá
Esta lista de prefeitos do município de Maringá compreende todas as pessoas que tomaram posse definitiva da chefia do executivo municipal em Maringá e exerceram o cargo como prefeitos titulares.
O cargo de prefeito no Brasil, foi criado em 11 de abril de 1835, pela assembleia provincial paulista, em reação aos amplos poderes conferidos pelo Código de Processo Criminal de 1832 às câmaras municipais. Seguiram o exemplo paulista seis províncias do nordeste brasileiro (Alagoas, Ceará, Maranhão, Paraíba, Pernambuco e Sergipe).
Sob a vigente ordem constitucional, essa designação é dada ao funcionário público do Poder Executivo municipal, que exerce seu cargo em função de uma legislatura (mandato), sendo para tanto eleito a cada quatro anos, podendo ser reeleito por mais 4 anos (segundo mandato).
Funções
O poder executivo municipal chefia a administração e comanda os serviços públicos, tendo como comandante o prefeito.
A partir da constituição brasileira de 1934, o cargo de prefeito passou a ser o único, em todo o Brasil, ao qual estão atribuídas as funções de chefe do poder executivo do governo local, em simetria aos chefes dos executivos da União e do estado, portanto, em forma monocrática. Este texto quer dizer que deverá haver harmonia e integração de ação entre as esferas envolvidas sem a intervenção de uma na outra, exceto nos casos previstos na Constituição Federal.
Eleições
O prefeito é eleito por sufrágio universal, secreto, direto, em pleito simultâneo em todo o País, realizado a cada quatro anos, no primeiro domingo de outubro.
E trinta dias após tem lugar o segundo turno, se o eleito em primeiro lugar não atingir 50% dos votos válidos mais um voto, no caso de municípios com mais de duzentos mil eleitores.
Conforme a legislação eleitoral atual no Brasil para tornar-se elegível, exige-se uma série de requisitos;
- Possuir nacionalidade brasileira ou portuguesa (neste caso, o cidadão português deve se encontrar amparado pelo Estatuto de Igualdade entre Portugueses e Brasileiros),
- Título de eleitor em dia e estar em gozo pleno do exercício dos direitos políticos,
- Domicilio eleitoral na circunscrição na qual o candidato se apresenta,
- Filiação partidária,
- Ser alfabetizado (tópico invalidado pela atual constituição brasileira de 1988),
- Desincompatibilização de cargo público — Se ocupa um cargo público deve sair seis meses antes das eleições e voltar caso possa só após seis meses ao pleito eleitoral,
- Renúncia de outro mandado até seis meses antes do pleito e não ser parente afim ou consangüíneo, até segundo grau, ou cônjuge de titular de cargo eletivo; pode, entretanto, ser candidato à reeleição (artigo 14 da Constituição),
- Ter idade mínima de 21 anos.

O primeiro prefeito eleito foi Inocente Villanova Júnior, que tomou posse no dia 14 de dezembro de 1952. O atual titular é o engenheiro civil, político e radialista brasileiro, Silvio Barros, eleito por sufrágio universal nas eleições de 2024, tendo tomado posse no dia 1º de janeiro de 2025.

## Quarta República (1952–1969)
Partidos até 1965 (abolido pelo AI-2)
      Partido Trabalhista Brasileiro       Partido Social Progressista       Partido Social Democrático       Partido Democrata Cristão
| N.º | Prefeito                  | Prefeito | Período do governo (duração do governo)            | Partido                            | Vice-prefeito                                 | Observações                                   |
| --- | ------------------------- | -------- | -------------------------------------------------- | ---------------------------------- | --------------------------------------------- | --------------------------------------------- |
| 1   | Inocente Villanova Júnior |          | 14 de dezembro de 1952 até 15 de dezembro de 1956  | Partido Trabalhista Brasileiro PTB | Nenhum                                        | Prefeito eleito em sufrágio universal         |
| 2   | Américo Dias Ferraz       |          | 15 de dezembro de 1956 até 15 de dezembro de 1961  | Partido Social Progressista PSP    | Nenhum                                        | Prefeito eleito em sufrágio universal         |
| 3   | João Paulino Vieira Filho |          | 15 de dezembro de 1961 até 15 de dezembro de 1964  | Partido Social Democrático PSD     | Mário Clapier Urbinati (PSD) (após fev. 1964) | Prefeito e vice eleitos em sufrágio universal |
| 4   | Luiz Moreira de Carvalho  |          | 15 de dezembro de 1964 até 1º de fevereiro de 1968 | Partido Democrata Cristão PDC      | Victor Ivo Assmann (PDC)                      | Prefeito e vice eleitos em sufrágio universal |

## Ditadura militar (1969–1986)
Partidos
      Aliança Renovadora Nacional (depois Partido Democrático Social)       Movimento Democrático Brasileiro
| N.º | Prefeito                  | Prefeito                                   | Período do governo (duração do governo)             | Partido                                          | Vice-prefeito                | Observações                                   |
| --- | ------------------------- | ------------------------------------------ | --------------------------------------------------- | ------------------------------------------------ | ---------------------------- | --------------------------------------------- |
| 5   | Adriano José Valente      |                                            | 1º de fevereiro de 1968 até 1º de fevereiro de 1973 | Movimento Democrático Brasileiro MDB             | Renato Bernardi (MDB)        | Prefeito e vice eleitos em sufrágio universal |
| 6   | Silvio Magalhães Barros   |                                            | 1º de fevereiro de 1973 até 1º de fevereiro de 1977 | Movimento Democrático Brasileiro MDB             | Walber Souza Guimarães (MDB) | Prefeito e vice eleitos em sufrágio universal |
| 7   | João Paulino Vieira Filho |                                            | 1º de fevereiro de 1977 até 14 de maio de 1982      | Aliança Renovadora Nacional ARENA (até 1980)     | Sincler Sambatti (ARENA)     | Prefeito e vice eleitos em sufrágio universal |
| 7   | João Paulino Vieira Filho | Partido Democrático Social PDS (após 1980) | 1º de fevereiro de 1977 até 14 de maio de 1982      |                                                  | Sincler Sambatti (ARENA)     | Prefeito e vice eleitos em sufrágio universal |
| 8   | Sincler Sambatti          |                                            | 14 de maio de 1982 até 31 de janeiro de 1983        | Partido Democrático Social PDS                   | Nenhum                       | Vice-prefeito eleito no cargo de prefeito     |
| 9   | Said Felício Ferreira     |                                            | 1º de fevereiro de 1983 até 31 de dezembro de 1988  | Partido do Movimento Democrático Brasileiro PMDB | Noboru Iamamoto (PMDB)       | Prefeito e vice eleitos em sufrágio universal |

## Sexta República (1986–2025)
Partidos
      Partido da Frente Liberal       Movimento Democrático Brasileiro       Partido da Social Democracia Brasileira       Partido dos Trabalhadores       Progressistas       Partido Social Democrático
| N.º | Prefeito                      | Prefeito                                   | Período do governo (duração do governo)           | Partido                                          | Vice-prefeito                                               | Observações                                   |
| --- | ----------------------------- | ------------------------------------------ | ------------------------------------------------- | ------------------------------------------------ | ----------------------------------------------------------- | --------------------------------------------- |
| 10  | Ricardo José Magalhães Barros |                                            | 1º de janeiro de 1989 até 31 de dezembro de 1992  | Partido da Frente Liberal PFL                    | Akito Willy Taguchi (PFL)                                   | Prefeito e vice eleitos em sufrágio universal |
| 11  | Said Felício Ferreira         |                                            | 1º de janeiro de 1993 até 31 de dezembro de 1996  | Partido do Movimento Democrático Brasileiro PMDB | Mário Massao Hossokawa (PMDB)                               | Prefeito e vice eleitos em sufrágio universal |
| 12  | Jairo de Moraes Gianoto       |                                            | 1º de janeiro de 1997 até 27 de outubro de 2000   | Partido da Social Democracia Brasileira PSDB     | Marquinhos Alves (PTB)                                      | Prefeito e vice eleitos em sufrágio universal |
| 13  | João Alves Correia            |                                            | 27 de outubro de 2000 até 31 de dezembro de 2000  | Partido do Movimento Democrático Brasileiro PMDB | Nenhum                                                      | Presidente da Câmara Municipal                |
| 14  | José Cláudio Pereira Neto     |                                            | 1º de janeiro de 2001 até 16 de setembro de 2003  | Partido dos Trabalhadores PT                     | João Ivo Caleffi (PT)                                       | Prefeito e vice eleitos em sufrágio universal |
| 15  | João Ivo Caleffi              |                                            | 17 de setembro de 2003 até 31 de dezembro de 2004 | Partido dos Trabalhadores PT                     | Nenhum                                                      | Assumiu após o falecimento do titular         |
| 16  | Silvio Barros II              |                                            | 1º de janeiro de 2005 até 31 de dezembro de 2012  | Partido Progressista PP                          | Roberto Pupin (PDT)                                         | Prefeito e vice eleitos em sufrágio universal |
| 17  | Roberto Pupin                 |                                            | 1º de janeiro de 2013 até 31 de dezembro de 2016  | Partido Progressista PP                          | Cláudio Ferdinandi (MDB)                                    | Prefeito e vice eleitos em sufrágio universal |
| 18  | Ulisses Maia                  |                                            | 1º de janeiro de 2017 até 31 de dezembro de 2024  | Partido Democrático Trabalhista PDT (até 2020)   | Edson Scabora (PV 2017 - 2020) (MDB 2020 - 2024) (PSD 2024) | Prefeito e vice eleitos em sufrágio universal |
| 18  | Ulisses Maia                  | Partido Social Democrático PSD (após 2020) | 1º de janeiro de 2017 até 31 de dezembro de 2024  |                                                  | Edson Scabora (PV 2017 - 2020) (MDB 2020 - 2024) (PSD 2024) | Prefeito e vice eleitos em sufrágio universal |
| 19  | Silvio Barros II              |                                            | Início em 1º de janeiro de 2025 (em exercício)    | Progressistas PP                                 | Sandra Jacovós (PL)                                         | Prefeito e vice eleitos em sufrágio universal |